# یواس‌اس ال‌اس‌تی-۸۲۶
یواس‌اس ال‌اس‌تی-۸۲۶ (به انگلیسی: USS LST-826) یک کشتی بود که طول آن ۳۲۸ فوت (۱۰۰ متر) بود. این کشتی در سال ۱۹۴۴ ساخته شد.